# Paul Leni
Paul Leni (nacido Paul Josef Levi) (Stuttgart, 8 de julio de 1885 - Los Ángeles, 2 de septiembre de 1929) fue un director de cine alemán, miembro destacado del cine expresionista alemán.

## Vida y obra
Estudió en la Academia de las Artes de Prusia, y posteriormente trabajó como escenógrafo de teatro, trabajando con directores tan destacados como Max Reinhardt. En 1914 se inició en la industria cinematográfica alemana como director artístico. Más tarde se convirtió en un director de películas como Die Verschwörung zu Genua (1920), Hintertreppe (1921) y Figuras de cera (1923), así como los inusuales cortos animados Rebus-Film.

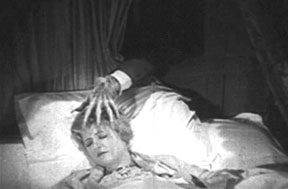
Laura La Plante en una secuencia de la película El legado tenebroso (1927).

En 1927 se mudó a Hollywood al aceptar la invitación de Carl Laemmle para convertirse en director de Universal Studios. Leni hizo su debut como director con El legado tenebroso (1927), una adaptación de la obra de teatro de John Willard "El gato y el canario". Esta película tuvo una gran influencia en las clásicas series de terror de Universal, y posteriormente fue rehecha en varias ocasiones, especialmente en 1939, con Bob Hope. Al año siguiente dirigió la superproducción El hombre que ríe, una de las más estilizadas de las últimas películas mudas. Paul Leni murió de sepsis en Los Ángeles en 1929.

## Filmografía
Alemania
- 1917 Der Feldarzt / Das Tagebuch des Dr. Hart
- 1917 Dornröschen
- 1919 Prinz Kuckuck
- 1920 Die Verschwörung zu Genua
- 1921 Hintertreppe
- 1923 Das Wachsfigurenkabinett
- 1925 Rebus-Film Nr. 1-8

Películas de Universal Pictures
- The Cat and the Canary (1927)
- The Chinese Parrot (1927)
- The Man Who Laughs (1928)
- The Last Warning (1929)